# Тюрьма Драпчи
Тюрьма Драпчи или Лхасская тюрьма № 1 (кит. трад. 拉薩第一監獄, упр. 拉萨第一监狱) — крупнейшая тюрьма в Тибете, расположена в Лхасе.
Изначально здание будущей тюрьмы было построено для военного гарнизона, после тибетского восстания 1959 года оно приобрело современное назначение.
Официально Драпчи была открыта в 1965 году и состояла из девяти отделений, недавно тюрьма была расширена и перестроена. В тюрьме содержится около 1000 человек, из них примерно 600 считаются политическими заключенными в возрасте от 18 до 85 лет. Многие из заключенных — осужденные монахи и монахини.
Согласно данным Центральной Тибетской администрации, условия содержания заключенных в тюрьме крайне неудовлетворительные, в СМИ постоянно появляются сообщения о жестоком обращении и избиениях в стенах учреждения.
Широкую огласку получила история «поющих монахинь», записавших в 1993 году кассету с патриотическими песнями о свободе Тибета и Далай-ламе. После этого монахини были повторно осуждены Тибетским народным судом. Монахиня Пхунцог Пейанг, самая известная участница данной группы, была депортирована в Соединённые Штаты 2006 году в преддверии поездки китайского лидера Ху Цзиньтао в Вашингтон для встречи с президентом Бушем.